# Faika El-Nagashi

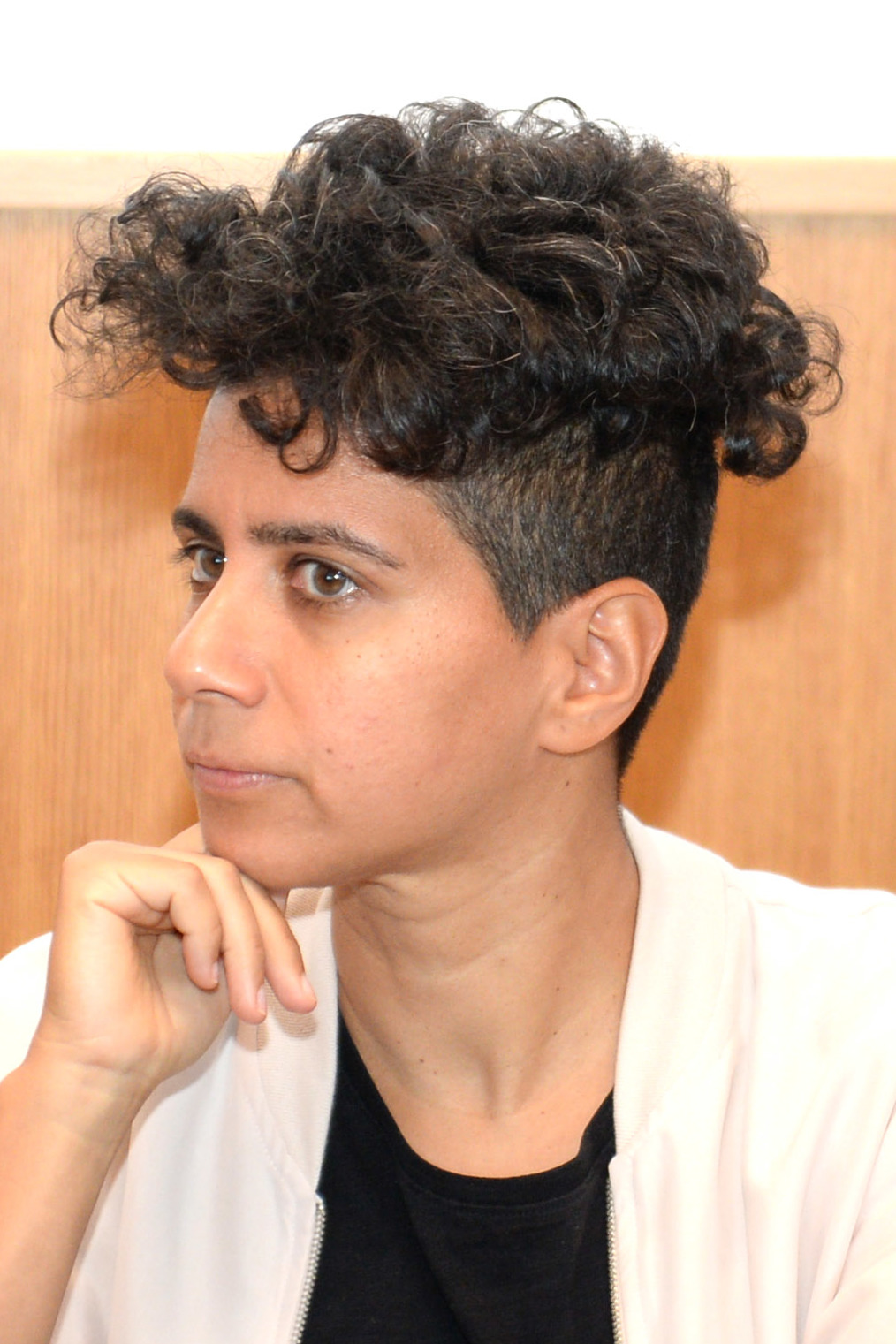
Faika El-Nagashi (2017)

Faika Anna El-Nagashi (* 3. September 1976 in Budapest in Ungarn) ist eine österreichische Politikerin (ehemals Grüne). Von November 2015 bis Oktober 2019 war sie Abgeordnete zum Wiener Landtag und Mitglied des Wiener Gemeinderates, vom 23. Oktober 2019 bis zum 23. Oktober 2024 war sie Abgeordnete zum Nationalrat.

## Leben
Faika El-Nagashi hat ungarisch-ägyptische Wurzeln und wuchs in Wien-Simmering auf. Mit 17 Jahren wurde sie eingebürgert. Die Matura legte sie 1994 am Bundesrealgymnasium Gänserndorf ab. Ab 2003 studierte sie an der Universität Wien Politikwissenschaft, das Studium schloss sie 2009 als Magistra mit einer Diplomarbeit zum Thema Migrantische Sexarbeiterinnen – Überschreiterinnen des Erlaubten: feministische Positionen in Österreich zu Prostitution*Sexarbeit ab. 2008 wurde sie mit dem Johanna-Dohnal-Förderpreis ausgezeichnet.
Seit 2013 ist sie für die Wiener Grünen tätig, zunächst als sozialpolitische Referentin im Grünen Klub im Wiener Rathaus, später als integrationspolitische Referentin. Am 24. November 2015 wurde sie in der 20. Wahlperiode als Abgeordnete zum Wiener Landtag und Gemeinderat angelobt, wo sie als Vorsitzende-Stellvertreterin des Gemeinderatsausschusses für Bildung, Integration, Jugend und Personal fungierte und Mitglied des Gemeinderatsausschusses für europäische und internationale Angelegenheiten war. Neben Martin Margulies und Barbara Huemer kündigte sie im April 2017 an, im Juni 2017 nicht für die Flächenwidmung am Wiener Heumarkt stimmen zu wollen, um damit eine Aberkennung des Titels UNESCO-Welterbe der Wiener Innenstadt zu verhindern.
Bei der Nationalratswahl 2019 kandidierte sie für die Grünen auf dem fünften Listenplatz im Landeswahlkreis Wien. Mit Beginn der XXVII. Gesetzgebungsperiode zog sie als Abgeordnete in den Nationalrat ein. Im Wiener Landtag folgte ihr Hans Arsenovic nach. Im Rahmen der Koalitionsverhandlungen zur Regierungsbildung 2019 verhandelte sie in der Hauptgruppe Europa, Integration, Migration und Sicherheit. Im Grünen Parlamentsklub wurde sie Bereichssprecherin für Integrations- und Diversitätspolitik, Zivilgesellschaft und Tierschutz.
Nach der Nationalratswahl 2024 schied sie mit 23. Oktober 2024 aus dem Nationalrat aus. Im Juni 2025 wurde ihr Parteiaustritt bekannt. Faika El-Nagashi hatte sich immer wieder gegen den Ausbau von Rechten für Transpersonen ausgesprochen. Sie sieht sie als Bedrohung für Frauenrechte, entgegen der grünen Parteilinie, die für eine umfassende Gleichstellung von Transpersonen steht.

## Kontroversen
Am 28. September 2022 gab Faika El-Nagashi via Twitter bekannt, dass sie von der European Lesbian Conference ELC in Budapest ausgeladen worden sei. Grund seien ihre kürzlichen öffentlichen Statements, die gegen die Kernwerte des EL*C verstoßen. Darauf angesprochen erklärte sie im Standard, dass es hierbei vermutlich um ihre Äußerungen in einem Falter-Interview ging. In diesem Interview sprach sie darüber, dass der Ausdruck TERF ein Schimpfwort sei. Auch kritisierte sie, dass Lesben von einem Dyke March ausgeschlossen worden seien. Im Juni 2023 trat sie auf einer Veranstaltung von Posie Parker (Kellie-Jay Keen-Minshull) in Wien auf, was ihr auch innerhalb der Grünen Kritik einbrachte. Parker wird als „Antitransaktivistin“ kritisiert, die sich rechter Rhetorik bediene und Verbindungen zu Rechtsextremen unterhalte. El-Nagashi begründete ihre Teilnahme an der Veranstaltung damit, dass sie so die Debatten über Interessenskonflikte und Spannungsfelder rund um „gender identity“ aus einer links-progressiven Position führen wolle. Sie kritisierte die Einschüchterung von Frauen, die aus Angst vor „Shitstorms“ oder um ihre Reputation  der Veranstaltung ferngeblieben seien und meinte, dass Frauen sich nicht davor fürchten sollten, „öffentlich zu sprechen und feministische Positionen zu vertreten“.

## Publikationen
- 2022: Für alle, die hier sind, gemeinsam mit Mireille Ngosso, Kremayr & Scheriau, Wien 2022, ISBN 978-3-218-01311-6.[23]